# Euphorbia descampsii
Euphorbia descampsii es una especie fanerógama perteneciente a la familia Euphorbiaceae.  Es originaria del Zaire, la actual República Democrática del Congo.

## Taxonomía
Euphorbia descampsii fue descrita por (Pax) Bruyns y publicado en Taxon 55: 412. 2006.
Etimología
Euphorbia: nombre genérico que deriva del médico griego del rey Juba II de Mauritania (52 a 50 a. C. - 23), Euphorbus, en su honor – o en alusión a su gran vientre –  ya que usaba médicamente Euphorbia resinifera. En 1753 Carlos Linneo asignó el nombre a todo el género.
descampsii: epíteto otorgado en honor del recolector de plantas  belga; G. Descamps, quien recolectó la especie cerca del lago Tanganica en la actual República Democrática del Congo.
Sinonimia
- Monadenium descampsii Pax	[4][5]